# 750 Jahre Berlin (Briefmarkenserie)
750 Jahre Berlin ist der Titel einer Briefmarkenserie, die in den Jahren 1986 und 1987 von der Deutschen Post der DDR ausgegeben wurde.
In diesen Motiven wurde das 750. Stadtjubiläum von Berlin gewürdigt. Alle Marken wurden von Detlef Glinski entworfen.
1987 gaben die Deutsche Bundespost sowie die Deutsche Bundespost Berlin ebenfalls Briefmarken heraus, die auf das 750-jährige Stadtjubiläum hinwiesen.

## Liste der Ausgaben und Motive
Legende
- Bild: Eine bearbeitete Abbildung der genannten Marke. Das Verhältnis der Größe der Briefmarken zueinander ist in diesem Artikel annähernd maßstabsgerecht dargestellt. Sollten keine Marken abgebildet sein, liegt es daran, dass das Urheberrecht des Künstlers noch nicht erloschen ist.
- Beschreibung: Eine Kurzbeschreibung des Motivs und/oder des Ausgabegrundes. Bei ausgegebenen Serien oder Blocks werden die zusammengehörigen Beschreibungen mit einer Markierung versehen eingerückt.
- Wert: Der Frankaturwert der einzelnen Marke in Pfennig. Ein „+“ bedeutet, dass es sich um eine Zuschlagsmarke handelt (= Frankaturwert + Spende).
- Ausgabedatum: Das Datum des erstmaligen Verkaufs dieser Briefmarke.
- Auflage: Soweit bekannt, wird hier die zum Verkauf angebotene Anzahl dieser Ausgabe angegeben.
- Entwurf: Soweit bekannt, wird hier angegeben, von wem der Entwurf dieser Marke stammt.
- Mi.-Nr.: Diese Briefmarke wird im Michel-Katalog unter der entsprechenden Nummer gelistet.

| Bild | Beschreibung | Wert   | Ausgabe- datum    | Auflage    | Entwurf        | Mi.-Nr. |
|      | 750 Jahre Berlin (I) - Ältestes Stadtsiegel (1253)                                                                              | 10     | 3. Juni 1986      | 24.000.000 | Detlef Glinski | 3023    |
|      | - Ältester Stadtplan (1648) | 20     | 3. Juni 1986      | 8.000.000  | Detlef Glinski | 3024    |
|      | - Ältestes Stadtwappen (1280)                                                                                                   | 50     | 3. Juni 1986      | 4.000.000  | Detlef Glinski | 3025    |
|      | - Nikolaikirche (um 1832) | 70     | 3. Juni 1986      | 4.000.000  | Detlef Glinski | 3026    |
|      | Diese Marke wurde als Briefmarkenblock ausgegeben: - Haus des Ministerrats der DDR                                              | 1 M    | 3. Juni 1986      | 2.100.000  | Detlef Glinski | 3027    |
|      | 750 Jahre Berlin (II) - Palais Ephraim                                                                                          | 20     | 17. Februar 1987  | 8.000.000  | Detlef Glinski | 3071    |
|      | - Alt-Marzahn, Neubauten | 35     | 17. Februar 1987  | 4.000.000  | Detlef Glinski | 3072    |
|      | - Marx-Engels-Forum | 70     | 17. Februar 1987  | 4.000.000  | Detlef Glinski | 3073    |
|      | - Friedrichstadtpalast | 85     | 17. Februar 1987  | 2.100.000  | Detlef Glinski | 3074    |
|      | Diese Marke wurde als Kleinbogen ausgegeben: - Palais Ephraim                                                                   | 10     | 17. Februar 1987  | 8.400.000  | Detlef Glinski | 3075    |
|      | Diese Marke wurde als Kleinbogen ausgegeben: - Alt-Marzahn, Neubauten                                                           | 10     | 17. Februar 1987  | 8.400.000  | Detlef Glinski | 3076    |
|      | Diese Marke wurde als Kleinbogen ausgegeben: - Marx-Engels-Forum                                                                | 20     | 17. Februar 1987  | 8.400.000  | Detlef Glinski | 3077    |
|      | Diese Marke wurde als Kleinbogen ausgegeben: - Friedrichstadtpalast                                                             | 20     | 17. Februar 1987  | 8.400.000  | Detlef Glinski | 3078    |
|      | 750 Jahre Berlin (III) Diese Marke wurde als Briefmarkenblock ausgegeben: Ernst-Thälmann-Denkmal im Ernst-Thälmann-Park, Berlin | 1,35 M | 8. September 1987 | 2.400.000  | Detlef Glinski | 3123    |